# Ringo Shiina
Ringo Shiina  (椎名 林檎?, Shi'ina Ringo), vero nome Yumiko Shiina (椎名 由美子?, Shi'ina Yumiko) (Fukuoka, 25 novembre 1978) è una cantautrice, musicista, compositrice e produttrice discografica giapponese.
È nota per la riconoscibile voce acuta e nasale e per lo stile musicale estremamente variegato ed eterogeneo tramite il quale riesce ad interpretare molti stili ed influenze diverse con un'ottica rock peculiarmente personale; nell'impossibilità di incasellarla in un genere preciso, la cantante si auto-definisce Shinjuku kei (in opposizione allo Shibuya kei).
Ringo Shiina è fra le più apprezzate e note musiciste pop-rock contemporanee in patria ed all'estero grazie al suo profondo lavoro di rinnovamento della musica popolare giapponese, declinandola con un gusto moderno senza tradirne le radici. La cantante è una polistrumentista e musicista a tutto tondo che si occupa di ogni aspetto della lavorazione discografica: testi, musiche, produzione, arrangiamento e persino direzione artistica della grafica dei dischi. Nella sua carriera ha prodotto album solisti, di gruppo, collaborazioni con altri musicisti, brani per altri artisti e la colonna sonora per il film Sakuran, oltre ad una carriera parallela con la sua band Tokyo Jihen fra il 2003 e il 2012.
È costantemente presente da anni nella top 50 della lista dei più importanti musicisti pop giapponesi compilata annualmente da HMV (per il 2009 è indicata alla posizione #36).

## Biografia
Ringo Shiina è nata a Saitama in una famiglia di musicofili che ha instradato lei ed il fratello maggiore Junpei nel mondo della musica. Iniziò a studiare pianoforte e balletto dall'età di quattro anni. Si trasferì a Shizuoka a sei anni e di nuovo a Fukuoka a tredici: durante l'adolescenza familiarizzò con i musicisti del posto e fondò numerose band, finché non si trasferì a Tokyo.
Dopo aver stipulato un contratto con la EMI ha fatto il suo debutto nel 1998.
Nel 2003 ha interrotto la carriera solista per formare il gruppo musicale "Tokyo Jihen", ma ha ripreso l'attività da solista nel 2006, per la colonna sonora del film Sakuran, e nel 2008, per celebrare il decimo anniversario del suo debutto.

## Discografia

### Album di inediti
| Anno | Dettagli Album | Posizioni massime | Vendite   |
| ---- | --- | ----------------- | --------- |
| 1999 | Muzai Moratorium (無罪モラトリアム?) - Pubblicato: 24 febbraio, 1999 - Etichetta: Toshiba-EMI/East World              | 2                 | 1.433.000 |
| 2000 | Shōso Strip (勝訴ストリップ?) - Pubblicato: 31 marzo, 2000 - Etichetta: Toshiba-EMI/Virgin Music                      | 1                 | 2.332.000 |
| 2003 | Karuki Samen Kuri no Hana (加爾基 精液 栗ノ花?) - Pubblicato: 23 febbraio, 2003 - Etichetta: Toshiba-EMI/Virgin Music | 1                 | 409.000   |
| 2009 | Sanmon Gossip (三文ゴシップ?) - Pubblicato: 24 giugno, 2009 - Etichetta: Toshiba-EMI/Virgin Music                     | 1                 | 202.000   |

### Album di cover
| Anno | Dettagli Album | Posizioni massime | Vendite | Note |
| ---- | --- | ----------------- | ------- | ---- |
| 2002 | Utaite Myouri ~Sono-Ichi~ (唄ひ手冥利 ～其ノ壱～?) - Pubblicato: 27 maggio, 2002 - Etichetta: Toshiba-EMI/Virgin Music | 1                 | 397.000 | 2CD  |

### Colonne sonore
| Anno | Dettagli Album | Posizioni massime | Vendite | Note                                                       |
| ---- | --- | ----------------- | ------- | ---------------------------------------------------------- |
| 2007 | Heisei Fūzoku (平成風俗?) (Shiina Ringo X Neko Saito) - Pubblicato: 21 febbraio, 2007 - Etichetta: Toshiba-EMI/Virgin Music | 1                 | 175.000 | realizzato con Neko Saito, colonna sonora del film Sakuran |

### Compilation
| Anno | Dettagli Album                                                                                      | Posizioni massime | Vendite | Note |
| ---- | --------------------------------------------------------------------------------------------------- | ----------------- | ------- | --- |
| 2008 | Watashi to Hoden (私と放電?) - Pubblicato: 2 luglio, 2008 - Etichetta: EMI Music Japan/Virgin Music | 4                 | 153.000 | La compilation delle sue canzoni sul b-side, che non sono state incluse nel suo album in studio precedenti. |

### Box set
| Anno | Dettagli Album                                                                 | Posizioni massime | Vendite | Note |
| ---- | ------------------------------------------------------------------------------ | ----------------- | ------- | --- |
| 2008 | MoRA - Pubblicato: 25 novembre, 2008 - Etichetta: EMI Music Japan/Virgin Music | 32                | 9.000   | cofanetto celebrativo del decennale dal debutto contenente tutti gli album in studio fino al momento dell'uscita |

### DVD Album
| Anno | Dettagli Album | Posizioni massime | Vendite | Note                                                                             |
| ---- | --- | ----------------- | ------- | -------------------------------------------------------------------------------- |
| 2007 | Heisei Fūzoku Daiginjō (平成風俗 大吟醸?) (Shiina Ringo X Neko Saito) - Pubblicato: 25 aprile 2007 - Etichetta: Toshiba-EMI/Virgin Music | 18                |         | Tutte le canzoni di Heisei Fūzoku con videoclip di animazione.                   |
| 2008 | Watashi no hatsuden (私の発電?) - Pubblicato: 2 Lug 2008 - Etichetta: EMI Music Japan/Virgin Music                                       | 1                 | 68.000  | include tutte le canzoni di Watashi to Hōden con screen saver                    |
| 2008 | MoRA - Pubblicato: 25 novembre 2008 - Etichetta: EMI Music Japan/Virgin Music                                                            | 25                | 5.000   | Il cofanetto di DVD di tutti i suoi album. Tutte le canzoni con lo screen saver. |

### Vinili
| Anno | Dettagli Album | Posizioni massime | Vendite | Note                                     |
| ---- | --- | ----------------- | ------- | ---------------------------------------- |
| 2003 | Karuki Samen Kuri no Hana (加爾基 精液 栗ノ花?) - Pubblicato: 27 maggio 2003 - Etichetta: Toshiba-EMI/Virgin Music       |                   |         |                                          |
| 2007 | Heisei Fūzoku (平成風俗?) (Shiina Ringo X Neko Saito) - Pubblicato: 25 aprile 2007 - Etichetta: Toshiba-EMI/Virgin Music |                   |         |                                          |
| 2008 | Muzai Moratorium (無罪モラトリアム?) - Pubblicato: 25 novembre 2008 - Etichetta: Toshiba-EMI/Virgin Music                |                   |         |                                          |
| 2008 | Shōso Strip (勝訴ストリップ?) - Pubblicato: 25 novembre 2008 - Etichetta: Toshiba-EMI/Virgin Music                       |                   |         |                                          |
| 2009 | Saturday night Gossip (サタデーナイトゴシップ?) - Pubblicato: August 26, 2009 - Etichetta: EMI Music Japan/Virgin Music  |                   |         | la versione alternativa di Sanmon Gossip |

### Singoli
| Data di uscita     | Titolo                                                                                 | Posizioni massime | Vendite  | Album                     |
| ------------------ | -------------------------------------------------------------------------------------- | ----------------- | -------- | ------------------------- |
| 27 maggio, 1998    | Kōfukuron (幸福論?) - singolo su CD 8 cm                                               | -                 | -        | Muzai Moratorium          |
| 27 ottobre, 1999   | Kōfukuron (幸福論?) - riedizione su CD 12 cm                                           | 10                | 261.000  | Muzai Moratorium          |
| 9 settembre, 1998  | Kabukicho No Jyo-ō (歌舞伎町の女王?)                                                   | 50                | 51.000   | Muzai Moratorium          |
| 20 gennaio, 1999   | Koko De Kiss Shite. (ここでキスして。?)                                                | 10                | 309.000  | Muzai Moratorium          |
| 27 ottobre, 1999   | Honnō (本能?)                                                                          | 2                 | 997. 000 | Shōso Strip               |
| 26 gennaio, 2000   | Gibusu (ギブス?, Gips )                                                                | 3                 | 714.000  | Shōso Strip               |
| 26 gennaio, 2000   | Tsumi To Batsu (罪と罰?)                                                               | 4                 | 546.000  | Shōso Strip               |
| 13 settembre, 2000 | Zecchōshū (絶頂集?) - cofanetto contenente tre mini CD realizzati con tre diverse band | 1                 | 430.000  |                           |
| 28 marzo, 2001     | Mayonaka Wa Junketsu (真夜中は純潔?) - realizzato con i Tokyo Ska Paradise Orchestra   | 2                 | 358.000  |                           |
| 22 gennaio, 2003   | STEM – Daimyou asobi hen (茎（STEM）～大名遊ビ編～?)                                   | 1                 | 187.000  | Karuki Samen Kuri no Hana |
| 25 novembre, 2003  | Ringo no Uta (りんごのうた?) - compresi bonus DVD                                      | 2                 | 114.000  |                           |
| 17 gennaio, 2007   | Kono Yo no Kagiri (この世の限り?) (Shiina Ringo X Neko Saito + Junpei Shiina)          | 8                 | 54.000   | Heisei Fūzoku             |
| 27 maggio, 2009    | Ariamaru Tomi (ありあまる富?)                                                          | 3                 | 75.000   |                           |
| 2 novembre, 2011   | Carnation (カーネーション?)                                                            | 5                 |          |                           |
| 27 maggio, 2013    | Iro wa nihoheto/Kodoku no akatsuki (いろはにほへと／孤独のあかつき?)                   | -                 |          |                           |